# Forest Hills Tennis Classic 2006
Forest Hills Tennis Classic 2006 — жіночий тенісний турнір, що проходив на відкритих кортах з твердим покриттям у Форест-Гіллс, Нью-Йорк (США). Це був третій турнір Forest Hills Tennis Classic. Належав до турнірів 4-ї категорії в рамках Туру WTA 2006. Тривав з 22 до 26 серпня 2006 року. Меган Шонессі здобула титул в одиночному розряді.

## Переможниці та фіналістки

### Одиночний розряд
Меган Шонессі —  Анна Смашнова, 1–6, 6–0, 6–4
- Для Шонессі це був 2-й титул за сезоні 5-й - за кар'єру.